# Chiến tranh Anh-Maratha lần thứ ba
Chiến tranh Anh-Maratha lần thứ ba (1817–1819) là cuộc xung đột cuối cùng và mang tính quyết định giữa Công ty Đông Ấn Anh (EIC) và Đế quốc Maratha ở Ấn Độ. Cuộc chiến tranh đã giúp người Anh nắm quyền kiểm soát hầu hết tiểu lục địa Ấn Độ. Nó bắt đầu bằng một cuộc xâm lược lãnh thổ Maratha của quân đội Công ty Đông Ấn thuộc Anh. Đội quân do Toàn quyền Ấn Độ Hastings chỉ huy, được hỗ trợ bởi một lực lượng dưới quyền của Tướng Thomas Hislop. Các chiến dịch bắt đầu chống lại Pindaris, một nhóm lính đánh thuê Hồi giáo và người Marathi từ miền Trung Ấn Độ.
Quân đội của Peshwa Baji Rao II, được hỗ trợ bởi lực lượng của Mudhoji II Bhonsle ở Nagpur và Malharrao Holkar III của Nhà nước Indore, đã chống lại Công ty Đông Ấn. Áp lực quân sự và ngoại giao đã thuyết phục nhà lãnh đạo thứ tư của người Marathi, Daulatrao Shinde của Nhà nước Gwalior, giữ thái độ trung lập mặc dù ông ta đã mất quyền kiểm soát Rajasthan.
Quân Anh nhanh chóng giành được chiến thắng, dẫn đến sự tan rã của Đế quốc Maratha. Peshwa đã bị đánh bại trong trận Khadki và trận Koregaon. Một số trận chiến nhỏ đã được thực hiện bởi lực lượng của Peshwa để ngăn chặn người Anh truy đuổi và bắt giữ ông.
Peshwa cuối cùng đã bị bắt và được người Anh giam lỏng tại điền trang nhỏ ở Bithoor, gần Kanpur. Phần lớn lãnh thổ của ông đã bị sáp nhập và trở thành một phần của Bombay Presidency. Maharaja của Satara đã được khôi phục với tư cách là người cai trị của phiên vương quốc dưới quyền bảo hộ của Anh. Năm 1848, lãnh thổ này cũng bị sáp nhập vào Bombay Presidency theo học thuyết vô hiệu của Lãnh chúa Dalhousie. Bhonsle bị đánh bại trong trận Sitabuldi và Holkar trong trận Mahidpur. Phần phía Bắc được thống trị bởi Bhonsle trong và xung quanh Nagpur, cùng với các vùng lãnh thổ của Peshwa ở Bundelkhand, đã bị sáp nhập vào Ấn Độ thuộc Anh với tên gọi Lãnh thổ Saugor và Nerbudda. Thất bại của Bhonsle và Holkar cũng dẫn đến việc người Anh mua lại các vương quốc Maratha của Nagpur và Indore. Cùng với Gwalior từ Shinde và Jhansi từ Peshwa, tất cả các lãnh thổ này đã trở phiên vương quốc thừa nhận quyền bảo hộ của Anh. Sự chuyên nghiệp của người Anh trong chiến trận tại Ấn Độ đã được thể hiện qua những chiến thắng nhanh chóng của họ ở Khadki, Sitabuldi, Mahidpur, Koregaon và Satara.

## Maratha và Anh

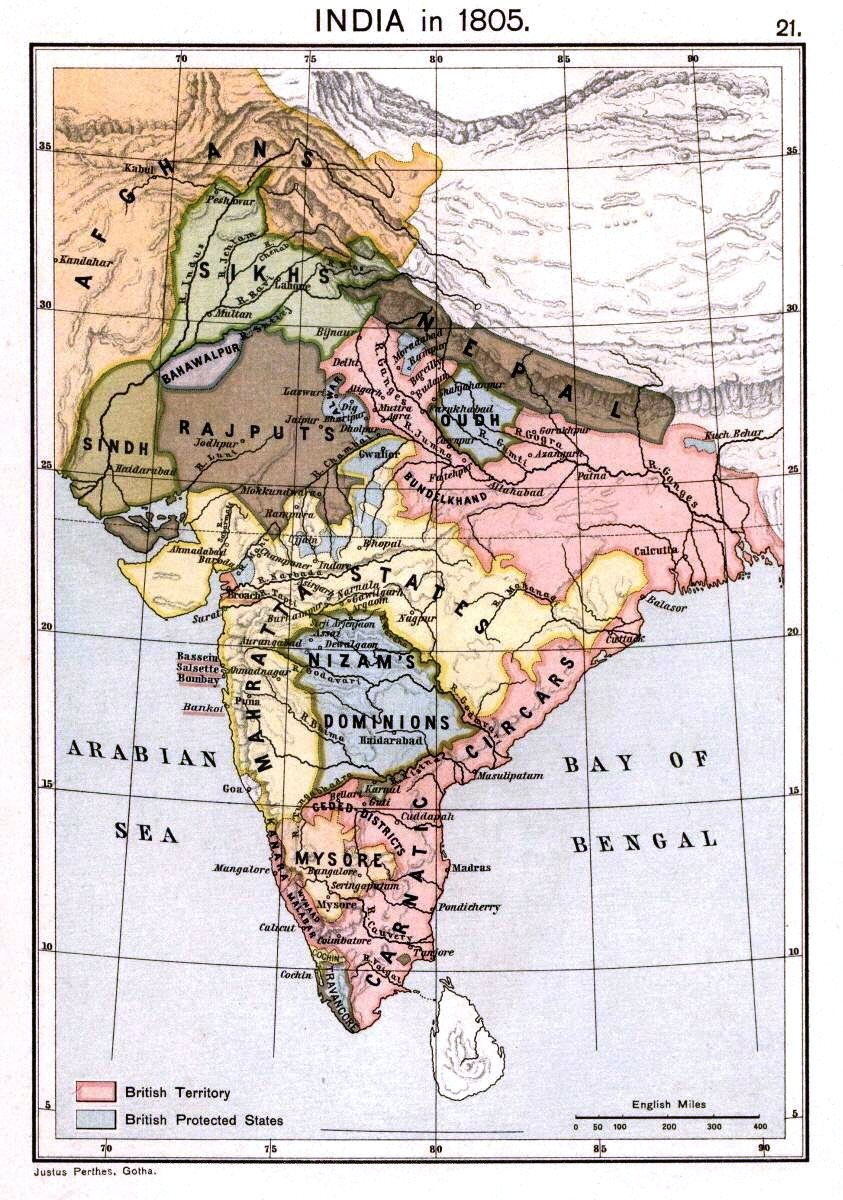
Bản đồ Ấn Độ sau chiến tranh Anh-Maratha lần thứ hai, 1805

Đế chế Maratha được thành lập vào năm 1674 bởi Shivaji của triều đại Bhosle. Shivaji đã đứng đầu các nỗ lực kháng chiến nhầm giải phóng người Hindu khỏi Đế quốc Mogul và Vương quốc Hồi giáo Bijapur, thiết lập quyền cai trị của người Hindu. Vương quốc này được gọi là Hindavi Swarajya ("sự tự trị của người Hindu") trong ngôn ngữ Marathi, kinh đô được đặt tại Raigad. Shivaji đã bảo vệ thành công đế chế của mình khỏi các cuộc tấn công của Đế chế Mogul và Đế chế Maratha của ông đã đánh bại và vượt qua sức mạnh của người Hồi giáo để trở thành cường quốc hàng đầu ở Tiểu lục địa Ấn Độ trong vòng vài thập kỷ. Một thành phần quan trọng của chính quyền Maratha là hội đồng gồm tám bộ trưởng, được gọi là Ashta Pradhan (hội đồng tám người). Thành viên cao cấp nhất của Ashta Pradhan được gọi là Peshwa hoặc Pant Pradhan (thủ tướng).

### Sức mạnh ngày càng tăng của Đế quốc Anh
Trong khi người Marathi đối đầu với Đế quốc Mogul trong đầu thế kỷ XVIII, người Anh đã nắm giữ các trạm buôn bán nhỏ ở Mumbai, Madras và Calcutta. Công ty Đông Ấn Anh đã tăng cường và củng cố căn cứ hải quân của mình ở Mumbai sau khi họ chứng kiến người Marathi đánh bại người Bồ Đào Nha tại nước láng giềng Vasai vào tháng 05/1739. Trong một nỗ lực để giữ người Marathi ở ngoài Mumbai, người Anh đã cử phái viên đến đàm phán một hiệp ước. Các phái viên đã thành công, và một hiệp ước được ký kết vào ngày 12/07/1739 cho phép Công ty Đông Ấn của Anh có quyền tự do thương mại trên lãnh thổ Đế quốc Maratha. Ở phía Nam, Nizam của Hyderabad đã tranh thủ sự ủng hộ của người Pháp trong cuộc chiến chống lại người Marathi. Người Marathi đã lơ là sức mạnh đang lên của người Anh, các Peshwa đã tạo ra tiền lệ tìm kiếm sự giúp đỡ của họ để giải quyết các xung đột nội bộ Maratha. Mặc dù thiếu sự hỗ trợ, người Marathi vẫn đánh bại được Nizam của Nhà nước Hyderabad trong khoảng thời gian 5 năm.
Trong giai đoạn 1750–1761, người Anh đã đánh bại Công ty Đông Ấn của Pháp ở Ấn Độ, và đến năm 1793, họ đã thành lập các trung tâm mậu dịch vững chắc ở Bengal và Madras, khống chế Đông và Nam tiểu lục địa Ấn Độ. Họ không thể mở rộng về phía Tây vì người Marathi đang chiếm ưu thế ở đó, nhưng họ đã tiến vào Surat nằm ở phía Tây tiểu lục địa bằng đường biển.
Người Marathi đã hành quân ra ngoài lưu vực Sông Ấn khi đế chế của họ phát triển cực thịnh. Trách nhiệm quản lý Đế quốc Maratha rộng lớn ở phía Bắc được giao cho hai thủ lĩnh Maratha, Shinde và Holkar, vì Peshwa đang bận rộn ở phía Nam.  Hai nhà lãnh đạo đã không hành động cùng nhau và các chính sách của họ bị ảnh hưởng bởi lợi ích cá nhân và nhu cầu tài chính. Họ xa lánh các nhà cai trị Hindu khác như Rajputs, Jats và Rohillas, và họ không giành được chiến thắng về mặt ngoại giao trước các nhà lãnh đạo Hồi giáo khác. Một đòn lớn đối với người Marathi sau thất bại của họ vào ngày 14/01/1761 tại Panipat trước một lực lượng Hồi giáo đã đánh bại người Marathi do Ahmad Shah Durrani người Afghanistan lãnh đạo. Cả một thế hệ lãnh đạo Maratha đã chết trên chiến trường do hậu quả của cuộc xung đột đó. Tuy nhiên, giữa năm 1761 và 1773, người Marathi đã giành lại được vùng đất đã mất ở phía Bắc.

### Mối quan hệ Anh-Maratha
Các lợi ích của Maratha ở phía bắc đã bị hủy bỏ vì các chính sách mâu thuẫn của Holkar và Shinde và những tranh chấp nội bộ trong gia đình Peshwa, mà đỉnh điểm là vụ giết hại Narayanrao Peshwa vào năm 1773. Raghunath Rao bị lật đổ khỏi ghế Peshwa do sự tranh giành quyền lực trong nội bộ Maratha. Ông tìm kiếm sự giúp đỡ từ Công ty Đông Ấn Anh, và họ đã ký Hiệp ước Surat với ông vào tháng 03/1775. Thông qua hiệp ước này, người Anh đã trợ giúp quân sự cho ông để đổi lấy quyền kiểm soát Đảo Salsette (hiện nay là ngoại ô Mumbai) và Pháo đài Bassein.
Hiệp ước đã gây ra các cuộc tranh cải giữa những nhà lãnh đạo người Anh ở Ấn Độ cũng như ở châu Âu, vì những tác động nghiêm trọng của cuộc đối đầu với Đế quốc Maratha hùng mạnh. Một nguyên nhân khác gây lo ngại là Hội đồng Bombay đã vượt quá thẩm quyền hiến định của mình khi ký một hiệp ước như vậy. Hiệp ước là nguyên nhân bắt đầu Chiến tranh Anh-Maratha lần thứ nhất. Cuộc chiến này hầu như đã rơi vào bế tắc, hai bên đều không thể đánh bại nhau và giành chiến thắng trong cuộc chiến. Chiến tranh kết thúc với Hiệp ước Salabai vào tháng 05/1782, do Mahadji Shinde làm trung gian. Tầm nhìn xa của Warren Hastings là nguyên nhân chính dẫn đến thành công của quân Anh trong cuộc chiến. Ông đã tiêu diệt liên minh chống Anh và tạo ra sự chia rẽ giữa Shinde, Bhonsle và Peshwa.
Người Marathi vẫn ở vị trí rất mạnh khi vị Toàn quyền Ấn Độ mới của các vùng lãnh thổ do Anh kiểm soát là Bá tước Charles Cornwallis đến Ấn Độ vào năm 1786. Sau hiệp ước Salabai, người Anh và Maratha theo đuổi chính sách cùng tồn tại ở phía Bắc. Anh và Maratha có hơn hai thập kỷ hòa bình, nhờ vào tài ngoại giao của Nana Fadnavis, một bộ trưởng trong triều đình của Peshwa Sawai Madhavrao (lúc đó chỉ mới 11 tuổi). Tình hình thay đổi ngay sau cái chết của Nana vào năm 1800. Cuộc tranh giành quyền lực giữa Holkar và Shinde khiến Holkar tấn công Peshwa ở Pune vào năm 1801, vì Peshwa đứng về phía Shinde. Peshwa Baji Rao II chạy trốn khỏi Pune đến nơi an toàn trên một tàu chiến của Anh. Baji Rao sợ mất quyền lực của mình nên đã ký Hiệp ước Bassein (1802) với người Anh. Điều này khiến Peshwa trên thực tế trở thành đồng minh phụ của người Anh.
Để đáp trả lại việc thoả thuận giữa Anh và Peshwa, Bhonsle và Shinde đã tấn công người Anh, từ chối chấp nhận các điều khoản trong hiệp ước. Đây là thời điểm bắt đầu Chiến tranh Anh-Maratha lần thứ hai vào năm 1803. Cả hai đều bị đánh bại bởi người Anh, và tất cả các thủ lĩnh Maratha đều mất phần lớn lãnh thổ của họ vào tay Công ty Đông Ấn Anh.

### Mối quan hệ Maratha-Hyderabad
Năm 1762, Raghunath Rao liên minh với Nizam, do không tin tưởng lẫn nhau và có sự khác biệt với Madhavrao Peshwa. Nizam hành quân về phía Poona, nhưng ông ta không biết rằng Rughunath Rao sẽ phản bội ông. Năm 1763, Madhavrao I cùng với Raghunath Rao đánh bại Nizam trong Trận Rakshasbhuvan và ký hiệp ước với người Maratha. Năm 1795, ông bị quân Maratha của Madhavrao II đánh bại trong Trận Kharda và buộc phải nhường Pháo đài Daulatabad, Aurangabad và Sholapur và trả khoản bồi thường 30 triệu rupee bạc. Một vị tướng người Pháp, Monsieur Raymond, là nhà lãnh đạo quân sự, nhà chiến lược và cố vấn của ông.
Trận Kharda diễn ra vào năm 1795 giữa Liên minh Nizam và Đế quốc Maratha, trong đó Nizam bị đánh bại nặng nề. Toàn quyền John Shore tuân theo chính sách không can thiệp mặc dù Nizam được ông bảo vệ. Vì vậy, điều này dẫn đến sự mất lòng tin với người Anh. Đây là trận chiến cuối cùng mà tất cả các thủ lĩnh Maratha cùng nhau chiến đấu dưới sự lãnh đạo của Bakshibahaddar Jivabadada Kerkar. Lực lượng Maratha bao gồm kỵ binh, xạ thủ, cung thủ, pháo binh và bộ binh. Sau một số cuộc giao tranh, bộ binh của Nizam dưới sự chỉ huy của Raymond đã mở một cuộc tấn công vào Maratha nhưng lực lượng của Scindia dưới sự chỉ huy của Jivabadada Kerkar đã đánh bại họ và mở một cuộc phản công mang tính quyết định. Phần còn lại của quân đội Hyderabad chạy đến pháo đài Kharda. Nizam bắt đầu đàm phán và được ký kết vào tháng 4 năm 1795.

### Công ty Đông Ấn Anh
Người Anh đã đi hàng ngàn dặm để đến Ấn Độ. Họ nghiên cứu địa lý Ấn Độ và thành thạo các ngôn ngữ địa phương để đối phó với người bản địa. Vào thời điểm đó, họ có công nghệ tiên tiến, với thiết bị vượt trội ở một số khu vực quan trọng so với thiết bị sẵn có tại địa phương. Chhabra đưa ra giả thuyết rằng ngay cả khi ưu thế kỹ thuật của Anh bị hạ thấp, thì họ vẫn thắng cuộc chiến nhờ tính kỷ luật và tính tổ chức trong hàng ngũ của họ. Sau cuộc Chiến tranh Anh-Maratha lần thứ nhất, Warren Hastings tuyên bố vào năm 1783 rằng nền hòa bình được thiết lập với người Marathi là trên một nền tảng vững chắc đến mức nó sẽ không bị lung lay trong nhiều năm tới.
Người Anh tin rằng cần có một cách tiếp cận lâu dài mới để thiết lập và duy trì liên lạc liên tục với triều đình của Peshwa ở Pune. Người Anh đã bổ nhiệm Charles Malet, một thương gia cao cấp từ Bombay, làm Thường trú nhân tại Pune vì ông ấy am hiểu ngôn ngữ và phong tục của khu vực này.

## Chuẩn bị chiến tranh
Đế chế Maratha đã suy tàn một phần do Chiến tranh Anh-Maratha lần thứ hai. Những nỗ lực hiện đại hóa quân đội đã không thành công vì sự vô kỷ luật của các quân nhân: những kỹ thuật mới hơn không được những người lính tiếp thu, trong khi những phương pháp và kinh nghiệm cũ đã lạc hậu và lỗi thời. Đế quốc Maratha thiếu một hệ thống gián điệp hiệu quả và có chính sách ngoại giao yếu kém so với người Anh. Các pháo binh Maratha đã lỗi thời và vũ khí được nhập khẩu. Các sĩ quan nước ngoài chịu trách nhiệm xử lý súng nhập khẩu; Maratha không bao giờ sử dụng số lượng đáng kể người của họ cho mục đích này. Mặc dù bộ binh Maratha được Wellington khen ngợi, nhưng họ được chỉ huy kém bởi các tướng lĩnh và phụ thuộc nhiều vào lính đánh thuê người Ả Rập và Pindari. Cấu trúc giống như liên minh phát triển trong đế chế đã tạo ra sự thiếu thống nhất cần thiết cho các cuộc chiến tranh.

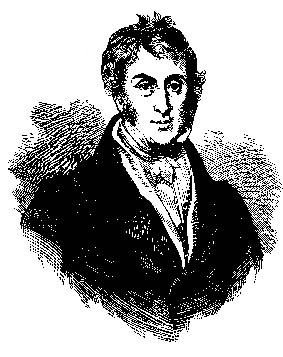
Mountstuart Elphinstone

Vào thời điểm chiến tranh, quyền lực của Công ty Đông Ấn Anh đang gia tăng, trong khi Đế quốc Maratha đang suy tàn. Người Anh đã chiến thắng trong cuộc Chiến tranh Anh-Maratha lần thứ hai  và người Marathi đã thất bại. Peshwa của Đế chế Maratha vào thời điểm này là Baji Rao II. Một số thủ lĩnh Maratha trước đây đứng về phía Peshwa giờ nằm dưới sự kiểm soát hoặc bảo vệ của người Anh. Người Anh đã có một thỏa thuận với triều đại Gaekwad của Nhà nước Baroda để ngăn Peshwa thu thuế ở khu vực này. Gaekwad đã cử một phái viên đến Peshwa ở Pune để thương lượng về tranh chấp liên quan đến việc thu thuế. Đặc phái viên, Gangadhar Shastri, dưới sự bảo vệ của Anh, sau đó người này bị sát hại, và Tể tướng của Peshwa Trimbak Dengle bị tình nghi đứng sau vụ ám sát này.
Người Anh nắm bắt cơ hội để buộc Baji Rao ký một hiệp ước. Hiệp ước (Hiệp ước Pune) được ký kết vào ngày 13 tháng 6 năm 1817. Các điều khoản chính được áp đặt đối với Peshwa bao gồm việc thừa nhận tội lỗi của Dengle, từ bỏ yêu sách đối với Gaekwad và giao nộp các vùng lãnh thổ quan trọng cho người Anh. Chúng bao gồm các thành trì quan trọng nhất của ông ở Cao nguyên Deccan, bờ biển Konkan, và tất cả các nơi ở phía bắc Sông Narmada và phía nam của Sông Tungabhadra. Peshwa cũng không được liên lạc với bất kỳ cường quốc nào khác ở Ấn Độ. Thường trú Anh Mountstuart Elphinstone cũng yêu cầu Peshwa giải tán kỵ binh của mình.

### Kế Hoạch của Maratha
Peshwa, dự đoán trước xung đột, đã thực hiện một chiến lược đa diện để chuẩn bị cho chiến tranh chống lại người Anh. Peshwa chính thức giải tán đội kỵ binh của mình nhưng ngầm ra lệnh họ sẵn sàng, cung cấp cho họ tiền lương trước bảy tháng. Bapu Gokhale được giao nhiệm vụ chuẩn bị chiến tranh, bao gồm củng cố các pháo đài ở Sinhagad, Raigad và Purandar vào tháng 8 năm 1817. Bí mật tuyển mộ quân đội, bao gồm cả Bhils và Ramoshis, và nỗ lực đoàn kết các phe phái Maratha khác nhau (Bhonsle, Shinde và Holkar) thậm chí tiếp cận lính đánh thuê Pindaris để được hỗ trợ. Peshwa tìm cách tuyển mộ các Maratha bất mãn phục vụ dưới quyền của Đại sứ Anh Elphinstone, thành công trong việc tuyển mộ những người như Jaswant Rao Ghorpade. Nỗ lực tuyển mộ người châu Âu không thành công, và một số người như Balaji Pant Natu vẫn trung thành với người Anh, báo cáo các nỗ lực tuyển mộ của Peshwa.
Vào ngày 19 tháng 10 năm 1817, Peshwa biểu dương sức mạnh trong lễ hội Dassera tại Pune, nơi một tập hợp lớn quân đội bao gồm một cuộc tấn công giả vào lính Anh, nhằm đe dọa và khuyến khích việc đào ngũ sang phía Peshwa. Peshwa lên kế hoạch ám sát Elphinstone, mặc dù bị Gokhale phản đối. Tuy nhiên, Elphinstone đã được thông báo đầy đủ về những kế hoạch này nhờ công việc gián điệp của những người trung thành như Balaji Pant Natu và Ghorpade.
Các lực lượng Maratha kết hợp được ước tính là 81,000 bộ binh, 106,000 kỵ binh, và 589 khẩu pháo. Peshwa chỉ huy 28,000 kỵ binh, 14,000 bộ binh, và 37 khẩu pháo từ trụ sở của ông tại Pune. Các nhà lãnh đạo nổi tiếng khác, bao gồm Holkar, Shinde, và Bhonsle, có lực lượng đáng kể và đóng tại Indore, Gwalior, và Nagpur, tương ứng.

### Kế Hoạch của Người Anh
Công ty Đông Ấn Anh nhận thấy hành động của Peshwa, đặc biệt là việc giết đại sứ của họ Gangadhar Shastri, như một mối đe dọa rõ ràng đối với quyền kiểm soát của họ trên vùng Maratha. Họ đã khởi xướng một chiến dịch quân sự quy mô lớn để củng cố quyền lực của mình. Người Anh tập hợp đội quân lớn nhất tại Ấn Độ vào thời điểm đó, với khoảng 120,000 người. Lực lượng này bao gồm Đại Quân hoặc Quân đội Bengal dưới quyền Hầu tước xứ Hastings và Quân đội Deccan dưới quyền Tướng Hislop. Lực lượng này bao gồm hơn 60 tiểu đoàn Bộ binh Bản địa, một số tiểu đoàn từ các trung đoàn Anh, kỵ binh, kỵ binh nặng, pháo binh, pháo binh ngựa, và quân đội tên lửa, tất cả đều được trang bị vũ khí hiện đại nhất và được hỗ trợ bởi các đường cung cấp tổ chức.
Quy mô lớn của lực lượng Anh buộc Shinde, người đang lên kế hoạch một liên minh chống lại người Anh, phải đàm phán. Vào đầu tháng 11 năm 1817, ông ký một hiệp ước nhượng lại lực lượng vũ trang và các pháo đài chính của mình cho người Anh. Amir Khan giải tán quân đội của mình để đổi lấy đảm bảo kiểm soát tiểu vương quốc Tonk ở Rajputana, bán súng của mình cho người Anh, và đồng ý trấn áp các băng nhóm cướp trong lãnh thổ của mình. Những động thái ngoại giao này đã trung hòa hiệu quả hai đồng minh tiềm năng lớn của Maratha trước khi bất kỳ cuộc xung đột lớn nào bắt đầu, làm suy yếu đáng kể vị thế của Maratha.

## Các sự kiện chính

### Xung Đột ở Pune và Cuộc Truy Đuổi Baji Rao II
Ngày 5 tháng 11 năm 1817, cuộc chiến bắt đầu khi Peshwa Baji Rao II tấn công doanh trại Anh ở Pune (Trận Khadki). Lực lượng Maratha có 20,000 kỵ binh, 8,000 bộ binh và 20 khẩu pháo, đối mặt với quân Anh có 2,000 kỵ binh, 1,000 bộ binh và tám đơn vị pháo binh. Ban đầu, Maratha tạo ra khoảng trống trong hàng ngũ Anh, nhưng hỏa lực tập trung của bộ binh Anh khiến Maratha phải rút lui trong vòng bốn giờ. Quân Anh mất 86 người, trong khi Maratha mất khoảng 500 người.
Sau khi từ bỏ Pune, Peshwa chạy trốn đến Purandar và sau đó là Satara, với Bapu Gokhale tổ chức cuộc rút lui. Ngày 1 tháng 1 năm 1818, gần Koregaon, Đại úy Staunton với 500 bộ binh, hai khẩu pháo sáu pound và 200 kỵ binh không chính quy đã đối đầu với Maratha (Trận Koregaon). Dù giao chiến ác liệt, Maratha rút lui khỏi làng, mất 500-600 người. Quân Anh mất 175 người, nhiều sĩ quan châu Âu bị thương nặng.
Suốt tháng 1 năm 1818, quân Anh truy đuổi Peshwa về phía nam. Tướng Smith chiếm cung điện hoàng gia Satara và treo cờ Anh. Ngày 19 tháng 2 năm 1818, Tướng Smith tấn công Peshwa tại Ashti (Trận Ashti). Gokhale chết khi bảo vệ Peshwa, đánh dấu một bước ngoặt trong cuộc chiến. Vua Satara và gia đình bị bắt.
Đến tháng 4 năm 1818, lực lượng Anh đã chiếm các pháo đài quan trọng như Sinhagad và Purandar. Ngày 3 tháng 6 năm 1818, Peshwa đầu hàng và đàm phán một khoản trợ cấp hàng năm là ₹8 lakh. Ông bị đưa đến Bithur gần Kanpur.

### Xung Đột với Pindaris
Pindaris, chủ yếu là kỵ binh trang bị giáo, thường xuyên cướp phá các làng ở Trung Ấn, gây ra sự tàn phá lớn. Cuối năm 1817, lực lượng Anh do Tướng Hislop và Toàn quyền Hastings lãnh đạo đã phát động chiến dịch tiêu diệt Pindaris. Pindaris bị đẩy ra ngoài sông Narmada và tan rã. 
Lực lượng Pindaris, không thể chống lại quân Anh chính quy, bị đánh bại trong nhiều cuộc giao tranh nhỏ. Nhiều người chạy trốn hoặc bị giết bởi dân làng địa phương. Đến tháng 2 năm 1818, các lãnh đạo chính của Pindaris đã đầu hàng hoặc chết. Hệ thống Pindaris bị giải thể, một số lãnh đạo như Karim Khan trở thành nông dân.

### Sự Kiện ở Nagpur
Appa Saheb của Nagpur phớt lờ cảnh báo của Anh và tuyên bố ủng hộ Peshwa. Cư trú của Anh gần pháo đài Sitabuldi đối mặt với cuộc tấn công từ lực lượng của Appa Saheb (Trận Sitabuldi). Dù ban đầu Maratha đạt được thành công, lực lượng tăng viện của Anh đến, dẫn đến cuộc phản công của Anh và sự đầu hàng của Appa Saheb.
Lực lượng Anh vây hãm Nagpur, cuối cùng đồng ý trả tiền cho các hậu vệ để từ bỏ thành phố. Một hiệp ước được ký vào tháng 1 năm 1818, hạn chế quyền lực của Appa Saheb. Appa Saheb bị bắt nhưng trốn thoát, tìm nơi ẩn náu với người Sikh. Ông bị bắt lại và bị giam giữ ở Jodhpur cho đến khi chết năm 1849.

### Sự Kiện ở Holkar
Ngày 21 tháng 12 năm 1817, Quân Anh dưới quyền Trung tướng Hislop đánh bại quân đội của Holkar (Trận Mahidpur), gây ra thiệt hại lớn và chấm dứt sự kháng cự của Holkar. Trận Mahidpur là một đòn chí mạng vào liên minh Maratha, dẫn đến sự tan rã quyền lực của Holkar.
Ngày 6 tháng 1 năm 1818, Holkar chấp nhận các điều khoản của Anh (Hiệp ước Mandeswar), trở thành một hoàng tử bù nhìn dưới quyền Anh. Quân Anh chiếm đoạt nhiều chiến lợi phẩm, dẫn đến sự thù hận kéo dài.

## Hoạt động chống lại các lực lượng Maratha còn lại
Người Anh sử dụng ngoại giao và áp lực để đảm bảo sự đầu hàng của Shinde và lãnh đạo Afghan Amir Khan. Ngày 5 tháng 11 năm 1817, Hiệp ước Gwalior được ký kết. Theo hiệp ước này, Shinde giao nộp Rajasthan cho người Anh và đồng ý hỗ trợ trong cuộc chiến chống lại Pindari. Amir Khan đồng ý bán pháo của mình cho người Anh và nhận được một phần đất tại Tonk, Rajputana.
Sau khi bị đánh bại tại Trận Mahidpur vào ngày 21 tháng 12 năm 1817, Holkar ký Hiệp ước Mandeswar ngày 6 tháng 1 năm 1818, biến bang Holkar thành một bang phụ thuộc của người Anh. Malhar Rao trẻ tuổi được đặt lên ngai vàng dưới sự giám sát của người Anh.

### Trích dẫn
1. ↑  "Maratha Wars". Britannica Encyclopædia.
2. ↑  Bakshi & Ralhan 2007, tr. 261.
3. ↑  Naravane 2006, tr. 79–86.
4. ↑  Black 2006, tr. 78.
5. ↑  Subburaj 2000, tr. 13.
6. ↑  Sen 1994, tr. 1.
7. 1 2  Sen 1994, tr. 2.
8. 1 2  Sen 1994, tr. 3.
9. 1 2 3  Sen 1994, tr. 4.
10. ↑  Sen 1994, tr. 4–9.
11. ↑  Sen 1994, tr. 9.
12. ↑  Sen 1994, tr. 10.
13. ↑  Sen 1994, tr. 10–11.
14. ↑  Sen 1994, tr. 11.
15. 1 2  Schmidt 1995, tr. 64.
16. ↑  Sen 1994, tr. 17.
17. ↑  Chhabra 2005, tr. 40.
18. 1 2  Sen 1994, tr. 20.
19. 1 2 3  Chhabra 2005, tr. 39.
20. 1 2  Naravane 2006, tr. 79–80.
21. ↑  Chhabra 2005, tr. 17.